# لین بولن
لین بولن (انگلیسی: Lin Bolen؛ ‏ ۲۱ مارس ۱۹۴۱ – ۱۹ ژانویهٔ ۲۰۱۸) مدیر اجرایی تولید و تهیه‌کننده تلویزیونی اهل ایالات متحده آمریکا بود.
از فیلم‌ها یا مجموعه‌های تلویزیونی که وی در آن‌ها نقش داشته‌است، می‌توان به چگونه در زندگی مشترک جان سالم به‌در ببریم اشاره نمود.